# Lepidasthenia ocellata
Lepidasthenia ocellata är en ringmaskart som först beskrevs av McIntosh 1885.  Lepidasthenia ocellata ingår i släktet Lepidasthenia och familjen Polynoidae. Inga underarter finns listade i Catalogue of Life.